# Roger Albertsen
Roger Albertsen (ur. 15 marca 1957 w Austvågøy, zm. 2 marca 2003) – norweski piłkarz występujący na pozycji pomocnika. Trener piłkarski.

## Kariera klubowa
Albertsen karierę rozpoczynał w zespole Odda IL. W 1975 roku przeszedł do holenderskiego FC Den Haag. Jego barwy reprezentował przez cztery sezony, a potem odszedł do 
Feyenoordu. Zadebiutował tam 19 sierpnia 1979 w wygranym 2:0 meczu Eredivisie z PEC Zwolle. W sezonie 1979/1980 wraz z Feyenoordem zdobył Puchar Holandii, a w lidze zajął 4. miejsce. W 1980 roku wrócił do Den Haag. Tym razem spędził tam jeden sezon.
W 1981 roku Albertsen został graczem belgijskiego KFC Winterslag. W trakcie sezonu 1982/1983 odszedł stamtąd do greckiego Olympiakosu. W tamtym sezonie wywalczył z klubem mistrzostwo Grecji, a w następnym wicemistrzostwo Grecji. W 1985 roku przeniósł się do norweskiego Rosenborga. W sezonie 1985 zdobył z nim mistrzostwo Norwegii, a w 1987 roku zakończył karierę.

## Kariera reprezentacyjna
W reprezentacji Norwegii Albertsen zadebiutował 8 września 1976 wygranym 1:0 meczu eliminacji Mistrzostw Świata 1978 ze Szwajcarią. 9 września 1981 w wygranym 2:1 pojedynku eliminacji Mistrzostw Świata 1982 z Anglią strzelił pierwszego gola w kadrze. W latach 1976–1984 w drużynie narodowej rozegrał 24 spotkania i zdobył 3 bramki.